# Рапопорт Анатолій Борисович
Анатолій Борисович Рапопо́рт (22 травня 1911, м. Лозова, нині Харківської області – 20 січня 2007, Торонто) — американський психолог єврейського походження родом з Харківщини. Відомий головно своїм внеском у загальну теорію систем, математичну біологію та математичне моделювання суспільних взаємодій, а також стохастичні моделі поширення зарази.